# 第6回ブリーダーズゴールドカップ
1994年10月10日に札幌競馬場で開催された第6回ブリーダーズゴールドカップについて記述する。
- 馬齢は当時使用されていた旧表記（数え年）にて表記。

## 競走施行時の状況

### 中央・他地区招待馬
中央からは6頭が招待され、この年もマキノトウショウ、バンブーゲネシス、カリブソング、ヤグライーガー、スタビライザーと強力布陣であった 。
1番人気は根本康広騎乗の関東馬マキノトウショウ。元々は芝を走っており、デビュー何戦かはクラシックの「秘密兵器」的存在であった。新緑賞では牝馬に馬体をぶつけられ、怯んで2着に敗退。NHK杯9着の後は夏に条件戦を連勝し、上がり馬で臨んだセントライト記念4着、結局クラシックには1戦も出られなかった。暮れのディセンバーステークスは逃げてセキテイリュウオーの2着に粘り、明けてこの年は金杯（東）で伏兵ヒダカハヤトの逃げ切りを許すも、ステージチャンプに次ぐ3着。その後は2月の白富士ステークスに勝ったのみで、夏の北海道シリーズからダートに転向。7月のタイムス杯、9月のシーサイドオープンでライブリマウントやスタビライザーを子供扱いにして圧勝した  。
2番人気は武豊騎乗で、武邦彦厩舎所属の関西馬バンブーゲネシス。4歳時の1992年は芝を走り、重賞にも3度挑戦し、最高はミホノブルボンが圧勝した京都新聞杯で離された4着。長期休養明けの1993年からダート路線に転向し、4戦して1勝、2着1回、3着2回と堅実に適性の高さを表す。1994年はさらに本格化し、4連勝で第1回マーチステークスを制した 。武豊は1991年・第3回のマルブツスピーリア以来のブリーダーズゴールドカップ参戦となった。
3番人気は古豪9歳馬カリブソング。1990年にはフェブラリーハンデキャップを制し、ウインターステークスでもナリタハヤブサに2着に入ってJRA賞最優秀ダートホースに輝いた。芝でも金杯（東）と目黒記念を制しており、天皇賞（秋）では繰り上がりながらプレクラスニーの2着に入った実力馬。この年は勝利こそまだ無いものの、地方招待のテレビ愛知オープンでトミシノポルンガの3着に入るなど健在ぶりを示していた。
4番人気ヤグライーガーは今回がダート転向後初めての重賞挑戦。前走の摩耶ステークスは後方一気の追い込みで、前年のブリーダーズゴールドカップ勝ち馬のヒデノリード、バンブーゲネシス、古豪ミスタートウジンらに勝利。前々走から熊沢重文が手綱を任されており、今回も武豊がバンブーゲネシスに騎乗するため、熊沢とのコンビになった。
5番人気スタビライザーはこの年の帝王賞馬。第1回マーチステークスでは逃げる牝馬システィーナを終始2番手マーク、直線で先頭に立つシーンも見られたが、譲らず抵抗するシスティーナとの叩き合いになり、最後はバンブーゲネシスにまとめて交わされた。初のナイター開催になった帝王賞はゴール前の大激戦を制し、2着に15番人気ミスタートウジンで大波乱となった。1番人気は初ダートのフジヤマケンザンで大差負けの最下位で、これが最後のダート挑戦であった。
6頭中5頭が上位人気を独占したが、11番人気はロングタックル。4歳時には東京優駿に出走したこともある。
地方他地区からは招待されなかった。

### 地元馬
迎え撃つ地元勢の大将格はササノコバン。父スズカコバンは宝塚記念勝ちはあるものの、種牡馬としては中央重賞勝ち馬を輩出していない。母の父タニノチカラ、祖母の父シンザン。西本博厩舎からデビューし、4戦目にようやく初勝利。3歳時は10戦3勝とそれほど目立った存在ではなかったが、使い込まれながら成長していき、4歳6月の王冠賞から北海優駿まで4連勝で二冠馬となり、4歳ながら挑んだブリーダーズゴールドカップで8着。その後は堂山芳則厩舎に移籍し、生涯初の道外遠征となった水沢のダービーグランプリでミスタールドルフの4着に善戦した。常に脚部不安を抱えて万全な仕上げができない中で、8月にはステイヤーズカップを制していた。当日は6番人気であった 。
牝馬ながら北海優駿を制したクラシャトル、転入初戦の札幌日経オープンでホクトベガの2着に入ったモガミサルノも参戦。この時は単勝133.3倍、10番人気という低評価を覆し、同い年のホワイトストーン（3着）に1/2馬身、先着する激走であった。このモガミサルノにヤマトオウジと林正夫厩舎が2頭出しであった。

## 出走馬と枠順
- 天候：晴れ、馬場状態：良

| 枠番 | 馬番 | 競走馬名         | 所属   | 性齢 | 斤量 | 騎手       | 調教師     | 人気 |
| ---- | ---- | ---------------- | ------ | ---- | ---- | ---------- | ---------- | ---- |
| 1    | 1    | マキノトウショウ | JRA    | 牡5  | 56   | 根本康広   | 新関力     | 1    |
| 2    | 2    | ヤグライーガー   | JRA    | 牡5  | 56   | 熊沢重文   | 中尾謙太郎 | 4    |
| 3    | 3    | スタビライザー   | JRA    | 牡7  | 55   | 柴田善臣   | 高橋英夫   | 5    |
| 4    | 4    | ササノコバン     | 北海道 | 牡5  | 56   | 国信満     | 堂山芳則   | 6    |
| 5    | 5    | ロングタックル   | JRA    | 牡7  | 55   | 角田晃一   | 佐山優     | 11   |
| 5    | 6    | アトラスオーザ   | 北海道 | 牡5  | 56   | 佐々木一夫 | 佐藤二郎   | 9    |
| 6    | 7    | クラシャトル     | 北海道 | 牝4  | 52   | 小野望     | 後條雄作   | 7    |
| 6    | 8    | バンブーゲネシス | JRA    | 牡6  | 56   | 武豊       | 武邦彦     | 2    |
| 7    | 9    | ホロトグランプリ | 北海道 | 牡5  | 56   | 千葉津代士 | 黒川武     | 8    |
| 7    | 10   | ヤマトオウジ     | 北海道 | 牡9  | 55   | 柳澤好美   | 林正夫     | 12   |
| 8    | 11   | モガミサルノ     | 北海道 | 牡8  | 55   | 松本隆宏   | 林正夫     | 10   |
| 8    | 12   | カリブソング     | JRA    | 牡9  | 55   | 安田富男   | 加藤修甫   | 3    |

## 競走内容
カリブソングがスタートから逃げを打ち、マキノトウショウを競り落としてそのまま完勝かと思われる中、馬群から1頭だけカリブソングに猛然と迫ってきたのがササノコバンであった。地元馬初制覇を期待する大歓声に後押しされて末脚を伸ばし、3/4馬身まで詰め寄ったところがゴール板。惜しくも届かなかったが、健闘の2着であった。マキノトウショウ3着、バンブーゲネシスは距離が長すぎたのか4着、帝王賞馬スタビライザーは5着。中央勢の掲示板独占をササノコバンが阻止した形となった。

## 競走結果
| 着順 | 枠番 | 馬番 | 競走馬名         | タイム | 着差      | 人気 |
| ---- | ---- | ---- | ---------------- | ------ | --------- | ---- |
| 1    | 8    | 12   | カリブソング     | 2:33.4 |           | 3    |
| 2    | 4    | 4    | ササノコバン     | 2:33.5 | 3/4       | 6    |
| 3    | 1    | 1    | マキノトウショウ | 2:33.6 | 3/4       | 1    |
| 4    | 6    | 8    | バンブーゲネシス | 2:34.0 | 2馬身     | 2    |
| 5    | 3    | 3    | スタビライザー   | 2:34.1 | 1/2馬身   | 5    |
| 6    | 2    | 2    | ヤグライーガー   | 2:35.0 | 4馬身     | 4    |
| 7    | 7    | 9    | ホロトグランプリ | 2:35.4 | 2馬身     | 8    |
| 8    | 8    | 11   | モガミサルノ     | 2:35.7 | 1.1/2馬身 | 10   |
| 9    | 7    | 10   | ヤマトオウジ     | 2:35.8 | 1/2馬身   | 12   |
| 10   | 5    | 6    | アトラスオーザ   | 2:36.0 | 1馬身     | 9    |
| 11   | 6    | 7    | クラシャトル     | 2:36.5 | 2.1/2馬身 | 7    |
| 12   | 5    | 5    | ロングタックル   | 2:37.1 | 3馬身     | 11   |

### 配当(払戻金)
| 単勝     | 12    | 500円   |
| 複勝     | 12    | 190円   |
| 複勝     | 4     | 340円   |
| 複勝     | 1     | 150円   |
| 連勝複式 | 4 - 8 | 3,860円 |

## エピソード

### 競走にまつわるエピソード
- 今回が札幌で行われた最後のブリーダーズゴールドカップとなった。
- カリブソングは目黒記念以来約3年半ぶりの勝利を挙げたが[20]、そのブリーダーズゴールドカップから10日後の10月20日、アルゼンチン共和国杯に向けた調教中にゴール板を過ぎた第1コーナー付近で突如転倒。診療所に運ばれたが、急性心不全のため死亡した[20]。9歳没。
- ササノコバンはその後、道営記念を3馬身差で圧勝し、1995年は5馬身差という圧倒的な強さを見せた[2]。道営記念2連覇はミョウトクマル（1962年・1963年）、ハツヒノデ（1969年・1970年）、ダイゴシュウホマレ（1971年・1972年）に続いて4頭目であったが、当時はまだ競走馬資源の乏しい時代であり、ササノコバンは23年ぶりに達成[2]。その後は2021年のクインズサターンまで連覇した馬は現れなかった[21]。1995年の第7回ブリーダーズゴールドカップは「今年こそ」の期待がかかり、新聞紙上ではライブリマウントと人気を二分していたが、当日になって持病である左前脚の不安が発症して無念の出走取消[2]。1996年の第8回ブリーダーズゴールドカップはピークが過ぎ5着敗退に終わった[2]。

### その他
- 当日は北海道放送でテレビ中継され、横田久が実況した。